# Schiller Ede
Schiller Ede (Pomáz, 1916. január 4. – Budapest, 1978. szeptember 23.) belgyógyász, ezredorvos.

## Élete
Schiller Gyula és Fried Terézia fiaként született zsidó családban. Középiskolai tanulmányait 1926 és 1934 között a Budapesti III. kerületi Magyar Királyi Állami Árpád Reálgimnáziumban végezte. 1938-ban a baloldali ifjúsági mozgalom tagja lett, 1941-ben csatlakozott a Szociáldemokrata Párthoz. Az 1930-as évek végén – a numerus clausus miatt – a Belgrádi Egyetemen kezdte meg orvosi tanulmányait, ahol hét félévet végzett, majd kérte felvételét a szegedi Horthy Miklós Tudományegyetem Orvostudományi Karára. 1941/1942-ben egy félévet a szegedi egyetemen hallgatott.
1942 és 1944 között munkaszolgálatos volt. A háború után Budapesten folytatta megszakadt egyetemi tanulmányait. A budapesti Pázmány Péter Tudományegyetemen 1948. július 3-án avatták orvosdoktorrá. 1948 és 1950 között a Péterfy Sándor Utcai Kórház belgyógyásza volt. 1950-ben belépett a Magyar Néphadsereg kötelekébe és hivatásos tiszt lett. 1950 és 1958 között csapatorvos, 1957-től a Központi Katonai Kórház belgyógyásza, s ugyanettől az évtől őrnagy, 1966-ban alezredes volt. Orvosi gyógyító munkája elismeréséül 60. születésnapja alkalmából ezredessé léptették elő.
1966-tól a Magyar Állami Operaház és az Erkel Színház belgyógyásza, utóbb belgyógyász konziliáriusa volt. Huszonöt éven át a Honvéd Sportegyesület cselgáncs-szakosztályának vezetője volt.
1942. november 29-én Budapesten házasságot kötött Klein Margittal (1917–2006), Klein Ármin és Büchler Róza lányával. Felesége 1958-ban családnevét Kelére magyarosította.
A budapesti Farkasréti temetőben helyezték nyugalomra.

## Díjai, elismerései
- Szocialista Hazáért érdemrend
- Felszabadulási Jubileumi Emlékérem
- Kiváló Szolgálatért Érdemérem
- Testnevelés és Sport Érdemes Dolgozója (1967)[4]